# La Sirène (film, 1904)
Pour les articles homonymes, voir La Sirène.
Pour plus de détails, voir Fiche technique et Distribution.
La Sirène est un film de Georges Méliès sorti en 1904 au début du cinéma muet.

## Synopsis

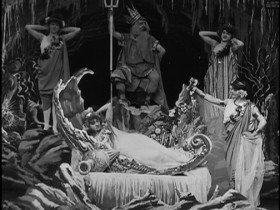
La Sirène devenue femme et Neptune.

Un homme dresse des poissons à sauter de son chapeau rempli d'eau jusqu'à un aquarium, puis en sort des lapins. L'aquarium enfin grandit, pour laisser apparaître au fond une sirène, qui finit par léviter. La sirène devient ensuite une femme normale, l'homme fait apparaître un lit ouvragé puis se change en Neptune, assis sur un trône.

## Fiche technique
- Durée : 3 minutes et 58 secondes
- Année : 1904